# Richard Kirn
Richard Kirn (1902 - 1988) est un homme politique allemand, membre du parti social-démocrate d'Allemagne, et participant à la vie politique de la Sarre.

## Biographie
Né le 23 octobre 1902 à Schiffweiler, Richard Kirn rejoint le parti social-démocrate d'Allemagne en 1923, alors qu'il est responsable du service de protection juridique du syndicat de Forbach, en France. Après l'avènement des nazis en Allemagne, il fuit en France le 19 janvier 1935. Après la mise en place du régime de Vichy, il est arrêté par la police française, le 22 septembre 1941, puis emprisonné le 4 octobre de la même année à la prison secrète de Castres. Il est extradé en Allemagne, où il est condamné à huit ans de prison par un tribunal populaire nazi, le 12 avril 1943. Il purge sa peine à prison de Brandebourg, d'où il est libéré le 27 avril 1945.
De retour en Sarre, il participe à la restructuration du parti social-démocrate, dont il est président  30 juin 1946 à 1955. Il participe aussi à la commission constitutionnelle de la Sarre, qui rédige la nouvelle constitution du land. Le 5 octobre 1947, il est élu au landtag de Sarre, dont il est membre jusqu'au 17 décembre 1955. Le parti social-démocrate désire la réconciliation et la coopération avec la France. Néanmoins, les conflits successifs dans lesquels s'engagent la France (guerre d'Algérie, guerre du Vietnam) fragilisent cette idée de coopération et donc le parti dirigé par Richard Kirn.
Alors que ce dernier est ministre du Travail et du Bien-être de la Sarre (depuis le 20 décembre 1947), le 23 octobre 1955, la population du land rejette par référendum la proposition de faire donner à la Sarre un statut européen, idée soulevée par les accords de Paris. Ce refus, qui entraine la démission du gouvernement et donc de Richard Kirn, conduit ensuite au rattachement du land à la RFA. Le politicien émigre alors en France, et s'installe à Sarreguemines, à proximité de la frontière. Titulaire de l'ordre du mérite de la Sarre, Il meurt finalement le 4 avril 1988 à Völklingen, et il est inhumé à Sarrebruck.